# فالسبورگ
فالسبورگ (به فرانسوی: Phalsbourg) یک کمون در فرانسه است که در Canton of Phalsbourg واقع شده‌است.

## خصوصیات
فالسبورگ ۱۳٫۱۵ کیلومترمربع مساحت و ۴٬۶۳۰ نفر جمعیت دارد و ۳۸۰ متر بالاتر از سطح دریا واقع شده‌است.